# Ecnomina viatica
Ecnomina viatica is een schietmot uit de familie Ecnomidae. De soort komt voor in het Australaziatisch gebied.